# Viktor Lutze
Viktor Lutze   (Bevergern, 28 de desembre de 1890 - Potsdam, 2 de maig de 1943) va ser un funcionari del Partit Nazi alemany i comandant de la Sturmabteilung.("SA") que va succeir Ernst Röhm com a Stabschef i Reichsleiter. Després que Lutze morís a causa de les ferides rebudes en un accident de cotxe, se li va celebrar un elaborat funeral d'estat a Berlín el 7 de maig de 1943.

## Biografia
Lutze va néixer a Bevergern, Westfàlia, el 1890. Va treballar al Reichspost des del 1907 fins que es va unir a l'exèrcit prussià el 1912. Va servir al 55è Regiment d'Infanteria i després va lluitar al 369è Regiment d'Infanteria i al 15è Regiment de Reserva d'Infanteria durant la Primera Guerra Mundial. Va servir com a cap de secció i comandant de companyia i va perdre un ull en combat. Després de la seva llicenciatura el 1919 amb el rang d'Oberleutnant, Lutze va tornar a la seva feina postal i després es va convertir en venedor i gerent d'empreses. També es va unir a la Deutschvölkischer Schutz- und Trutzbund, l'organització antisemita més gran, activa i influent de la República de Weimar.

## Partit Nazi i SA
Lutze es va unir al Partit Nacionalsocialista Obrer Alemany (NSDAP; Partit Nazi) el 1922 i a les SA el 1923. També va treballar amb Albert Leo Schlageter en la resistència i el sabotatge de l'ocupació belga i francesa del Ruhr el 1923. Va esdevenir el Gauleiter adjunt del Ruhr el 1926. La seva organització del Ruhr per a les SA es va convertir en un model per a altres regions. Es va convertir en associat de Franz Pfeffer von Salomon, el líder suprem de les SA de 1926 a 1930. Junts, van determinar l'estructura de l'organització.
El setembre de 1930, Lutze va ser elegit al Reichstag com a diputat per la circumscripció electoral 16, Hannover Sud-Braunschweig. Va conservar un escó al Reichstag fins a la seva mort, canviant a la circumscripció 7, Breslau, a les eleccions de març de 1936.
L'octubre de 1931, Lutze va organitzar una gran manifestació conjunta a Braunschweig (Brunswick) d'homes de les SA i les SS per mostrar força en una Alemanya cansada pels conflictes i lleialtat al seu líder, Adolf Hitler. Això va ser abans que Hitler arribés al poder nacional com a canceller d'Alemanya el gener de 1933. Més de 100.000 homes van assistir a la manifestació, organitzada pel SA- Gruppe Nord sota el lideratge de Lutze. A la manifestació, les SA van assegurar a Hitler la seva lleialtat, i aquest, al seu torn, va augmentar la mida de les SA amb la creació de 24 nous Standarden (formacions de la mida d'un regiment). Hitler mai va oblidar aquella mostra de lleialtat de Lutze. Es va fer una insígnia per commemorar l'esdeveniment. Lutze va ascendir de rang i el 1933 era un SA- Obergruppenführer. El 15 de febrer de 1933 va ser nomenat president de policia de la província prussiana de Hannover i, el 25 de març de 1933, va esdevenir l'Oberpräsident del govern provincial, càrrec que va exercir fins al 28 de març de 1941. El 14 de setembre de 1933 va ser nomenat membre del Consell d'Estat prussià, recentment reconstituït.

### Purga de Röhm

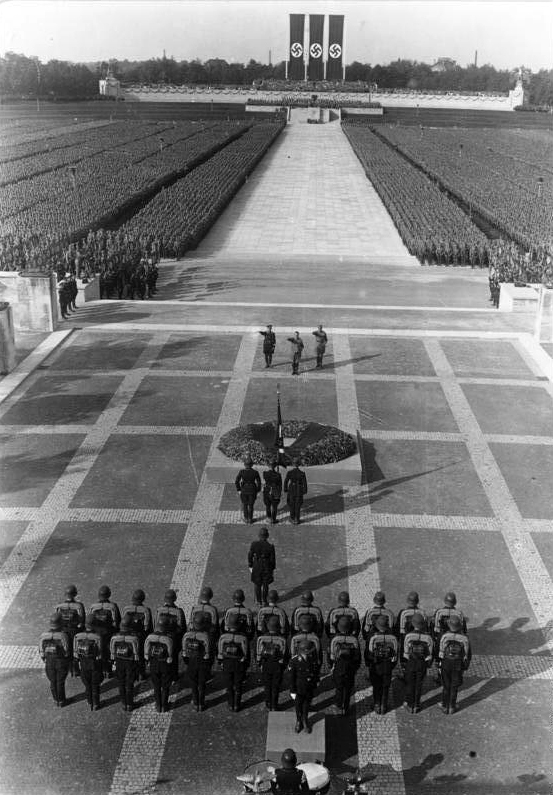
Hitler (al centre, davant de la corona), Lutze (a l'esquerra de Hitler) i Himmler (a la dreta de Hitler), fent una salutació nazi davant del cenotafi de la Primera Guerra Mundial al míting de Nuremberg de 1934.

Lutze va tenir un paper important a la Nit dels Ganivets Llargs (juny-juliol de 1934). Va informar Hitler sobre les activitats antirègim d'Ernst Röhm. Com a preparació per a la purga, tant Heinrich Himmler com el seu ajudant, Reinhard Heydrich, cap del Servei de Seguretat de les SS (SD), van reunir dossiers de proves fabricades per suggerir que Röhm havia planejat enderrocar Hitler. Mentrestant, Göring, Himmler, Heydrich i Lutze, sota la direcció de Hitler, van elaborar llistes dels que havien de ser liquidats, que començaven amb set alts funcionaris de les SA i incloïen molts més. Es coneixen els noms de 85 víctimes, però les estimacions situen el nombre total de morts en fins a 200 persones.
Després de la purga, Lutze va succeir Röhm com a Stabschef SA, però les SA ja no tenien un paper tan destacat com en els primers dies del partit. Les principals tasques de Lutze van incloure la supervisió d'una gran reducció de les SA, una tasca que va ser ben rebuda per les SS i per les forces armades regulars. El 30 de juny de 1934, Hitler va emetre una directiva de dotze punts a Lutze per netejar i reorganitzar les SA. El 20 de juliol de 1934, Lutze també va ser nomenat per al càrrec de Röhm com a Reichsleiter, el segon rang polític més alt del Partit Nazi. El 26 de juny de 1935, va ser nomenat membre de l'Acadèmia de Dret Alemany de Hans Frank. Va conservar aquests càrrecs fins a la seva mort.
Al Congrés del Partit Nazi a Nuremberg el setembre de 1934, William L. Shirer va observar Hitler parlant a les SA per primera vegada des de la purga (Hitler havia absolt les SA dels crims comesos per Röhm). Shirer també va notar que Lutze hi parlava (Lutze va reafirmar la lleialtat de les SA). Shirer va descriure Lutze com a posseïdor d'una veu aguda i desagradable, i va pensar que els "nois de les SA el van rebre amb fredor". La pel·lícula de Leni Riefenstahl, El triomf de la voluntat, però, mostra les SA assetjant Lutze quan marxa al final del seu discurs del míting nocturn. El seu automòbil amb prou feines aconsegueix obrir-se pas entre la multitud. Sol entre els oradors (a part de Hitler), Lutze rep les dramàtiques preses de contraangle mentre està dret sol al podi. El metratge de Riefenstahl només mostra Hitler, Himmler i Lutze a la marxa cap al cenotafi de la Primera Guerra Mundial, on dipositen una corona de flors. Els creadors de la pel·lícula donen al llavors poc conegut Lutze una part del prestigi d'un líder del partit per desviar l'atenció de l'antic líder de les SA, Ernst Röhm, que havia aparegut sovint al costat de Hitler a l'anterior pel·lícula de Riefenstahl sobre el Congrés del Partit de 1933, Der Sieg des Glaubens. Després de La nit dels ganivets llargs i l'assassinat de Röhm, la pel·lícula va ser retirada de la circulació i es va ordenar la destrucció de totes les còpies, probablement per Hitler; la pel·lícula només es coneix avui dia a partir d'una còpia trobada a l'Arxiu Cinematogràfic de la República Democràtica Alemanya a la dècada de 1980.

### Organització estrangera
Després de l'Anschluss, Lutze va viatjar a Àustria per ajudar a reorganitzar les SA allà.
El setembre de 1938, el SA Stabschef Lutze va viatjar a Passau per donar la benvinguda als nazis que havien tornat del Reichsparteitag a Nuremberg. Lutze es va allotjar a "Veste Oberhaus" i va aprofitar l'oportunitat per conèixer Johann Nepomuk Kühberger, que havia ajudat a salvar Hitler d'ofegar-se al riu Inn. Ara era sacerdot i tocava l'orgue a la catedral de Passau.
La reintroducció del servei militar obligatori el 1935 va reduir significativament la mida de les SA. El seu paper més visible després de la purga va ser ajudar les SS a perpetrar la Kristallnacht el novembre de 1938. El febrer de 1939, Lutze va revisar una desfilada de 20.000 camises negres a Roma i després va emprendre una gira per la frontera entre Itàlia i Líbia i Tunísia.

## Mort i funeral

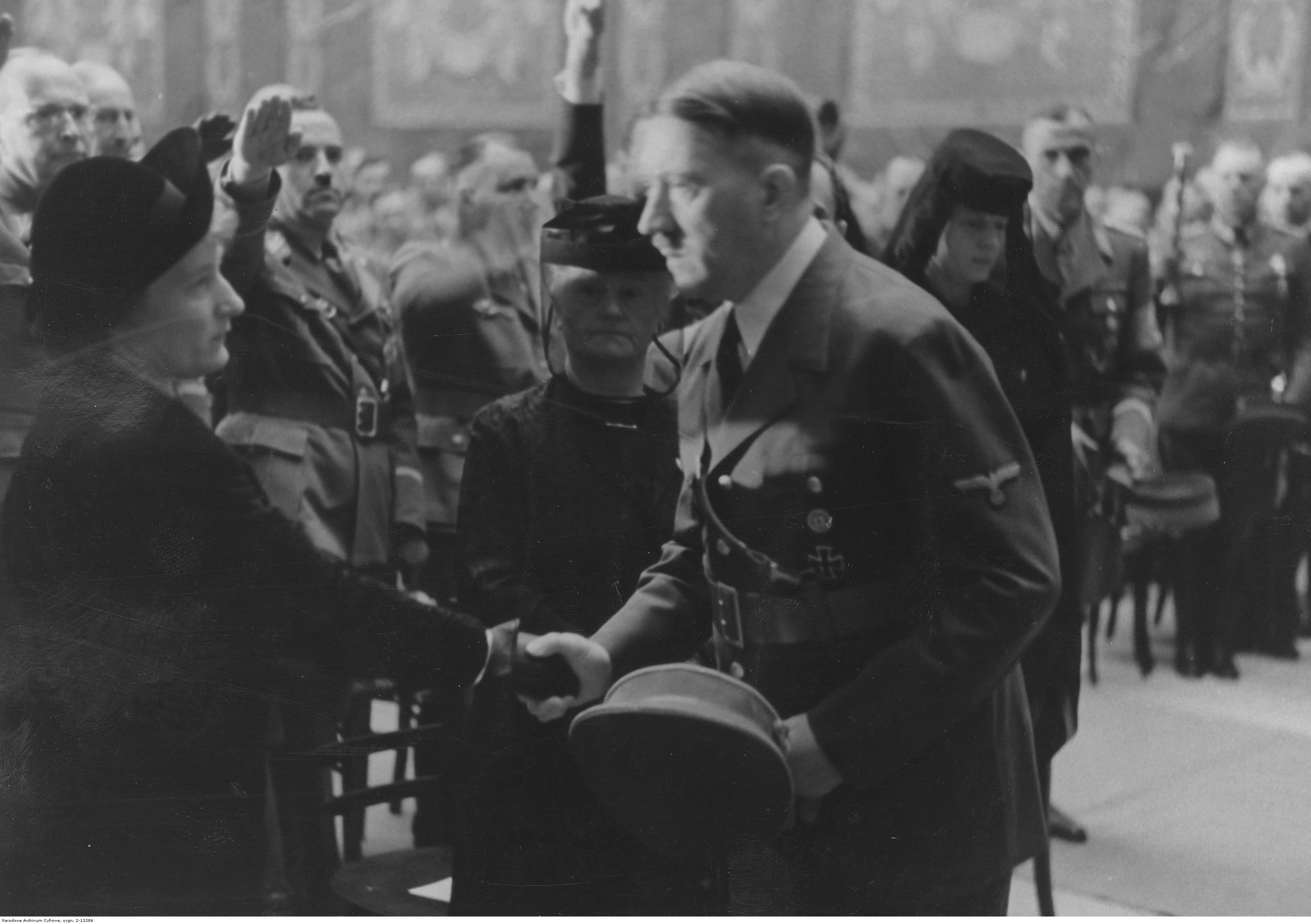
Adolf Hitler amb la vídua Paula Lutze al funeral d'estat de Viktor Lutze el 7 de maig de 1943.

El gener de 1939, el paper de les SA va ser oficialment obligatori com a escola de formació per a les forces armades amb l'establiment de les SA Wehrmannschaften (Unitats Militars de les SA). Després, el setembre de 1939, amb l'inici de la Segona Guerra Mundial a Europa, les SA van perdre la majoria dels seus membres restants a causa del servei militar a la Wehrmacht (forces armades). Lutze va mantenir la seva posició a les SA debilitades fins a la seva mort.
L'1 de maig de 1943, el seu fill Viktor conduïa un cotxe amb Lutze i tota la seva família per la Reichsautobahn de camí a Berlín. A prop de Michendorf, van patir un accident. El fill anava a excés de velocitat, va fer una viratge brusc per evitar els vianants a la carretera, va perdre el control, va derrapar i el cotxe va bolcar. Lutze va resultar greument ferit i la seva filla gran, Inge, va morir. Lutze va morir durant una operació en un hospital de Potsdam l'endemà al vespre. Segons una altra versió, Lutze va morir com a resultat d'una emboscada de l'Exèrcit Insurgent Ucraïnès (UPA) i els mitjans de comunicació alemanys van utilitzar la narrativa de l'"accident de trànsit" per encobrir la causa real de la seva mort.
Les notícies van indicar que l'accident va involucrar un altre vehicle i van ocultar la notícia de la conducció temerària al públic. Hitler va ordenar a Joseph Goebbels que transmetés el seu condol a l'esposa de Lutze, Paula, i al seu fill, Viktor. Goebbels, als seus diaris, havia descrit Lutze com un home d'"estupidesa il·limitada", però en morir va decidir que era un bon noi. En el moment de l'accident, Lutze tenia 52 anys.
Hitler va ordenar un fastuós funeral d'estat el 7 de maig de 1943 a la Cancelleria del Reich. Hitler hi va assistir en persona, cosa que rarament feia en aquella etapa de la guerra, i atorgà pòstumament a Lutze la màxima condecoració del Partit Nazi, l'Orde Alemanya de Primera Classe. Posteriorment, Hitler va nomenar Wilhelm Schepmann per succeir Lutze com a Stabschef SA, però l'organització ja havia estat completament marginada.

## Condecoracions i premis
- Creu de Ferro de 2a classe de 1914
- Creu de Ferro de 1a classe de 1914
- Insígnia de ferida de 1918 en plata
- Creu de Comandant de l'Orde del Mèrit Militar (Bulgària) amb Condecoració de Guerra, 16.7.1918
- Insígnia del Dia del Partit de Nuremberg de 1929, 1929
- Creu d'Honor de la Guerra Mundial 1914/1918 amb Espases, 1934
- Medalla de l'Anschluss, 1938
- Medalla dels Sudets, 1939